# Mas d'en Soler
El Mas d'en Soler és un mas situat al municipi de Renau, a la comarca catalana del Tarragonès.